# التهاب المثانة النفاخي
التهاب المثانة النفاخي، هو مرض نادر يحدث نتيجة إصابة جدار المثانة بالجراثيم أو الفطور المطلقة للغاز. تعتبر الإشريكية القولونية أشيع الكائنات الحية المسببة للمرض مع اتهام أنواع أخرى من البكتيريا سالبة الغرام كالكليبسلا والمتقلبة. سجلت بعض الحالات الناجمة عن الإصابة ببعض أنواع الفطور كالمبيضات مثلًا. كذلك، اتهمت السيتروباكتر والمكورات المعوية بإحداث التهاب المثانة النفاخي. يعتبر المرض أحد أنواع إنتانات المثانة النادرة، ولكنه أشيع أنواع إنتانات المثانة المطلقة للغاز. يتميز هذا النوع من الالتهابات بإطلاق فقاعات هواء ضمن وحول جدار المثانة. يتكون الغاز الموجود في المثانة من النيتروجين والهيدروجين والأكسجين وثاني أكسيد الكربون. يصيب المرض عادةً مرضى الداء السكري المسنين والمرضى المثبطين مناعيًا. سجلت أول حالة عند تشريح جثة أحد الموتى في عام 1888.

## العلامات والأعراض
تشمل علامات التهاب المثانة النفاخي وأعراضه وجود الهواء في جدار المثانة واضطراب الحالة العقلية والآلام البطنية الشديدة والوهن العام والبول الداكن وعسر التبول والحمى والخمول والقيء ووجود خلايا الدم البيضاء والبكتيريا في البول. قد لا يعاني بعض المرضى من أي أعراض. مع ذلك، قد يصاب البعض الآخر بالصدمة الإنتانية. تختلف الأعراض بشكل كبير من مريض لآخر، وهذا يجعل تشخيص المرض صعبًا للغاية. لا يعاني المرضى في بعض حالات من أي أعراض بولية على الإطلاق. قد تشمل الأعراض البولية وجود دم في البول وزيادة عدد مرات التبول والإلحاح والسلس البولي المتقطع وصعوبة التبول والإحساس بالحرقة. يتوجه الطبيب إلى تشخيص التهاب المثانة النفاخي عندما يشكو المريض من وجود هواء في البول. يسبب التهاب المثانة النفاخي في بعض الحالات تسمك في جدار المثانة. يعتبر النفاخ تحت الجلد أحد المضاعفات النادرة لالتهاب المثانة النفاخي، وهو ذو إنذار سيء إجمالًا.

## عوامل الخطر
تتضمن عوامل الخطر المؤهبة لحدوث التهاب المثانة النفاخي ما يلي: استخدام القسطرة  البولية والتهابات المسالك البولية المزمنة والجنس الأنثوي والداء السكري والمثانة العصبية ونقص المناعة. يكون المرضى في 50% من الحالات من كبار السن المصابين بالداء السكري. تعتبر الركودة وانسداد المسالك البولية من عوامل الخطر الرئيسية أيضًا بالإضافة إلى الداء السكري. كذلك، يرتفع خطر الإصابة لدى الأشخاص الخاضعين لزرع الأعضاء. قد تحدث العدوى نتيجة استخدام أدوات أجنبية، وهذا ما حدث لدى رجل غير مصاب بالداء السكري أو أي اضطراب في المناعة بعد أخذ خزعة موجهة بالإبرة من البروستاتا عبر المستقيم؛ إذ أصيب الرجل بحالة إنتانية شديدة  وخمج دم أدى إلى الإصابة بالتهاب المثانة النفاخي. عانى المريض فيما بعد من التخثر المنتشر داخل الأوعية ومتلازمة الضائقة التنفسية الحادة. قبل المريض إثر ذلك في العناية المركزة وعولج بالمضادات الحيوية واسعة الطيف، ليخرج في النهاية بحالة عامة مستقرة. تشيع إصابة مرضى التهاب المثانة النفاخي بالتهابات المسالك البولية وخمج الدم. وضحت أحد الدراسات السريرية التطور السريع لحالات التهاب المثانة النفاخي وأشارت إلى كونها مهددة للحياة وقاتلة -أحيانًا- وأنها تحدث نتيجة الإصابة بالكائنات الحية المطلقة للغاز.